# Gens Antistia

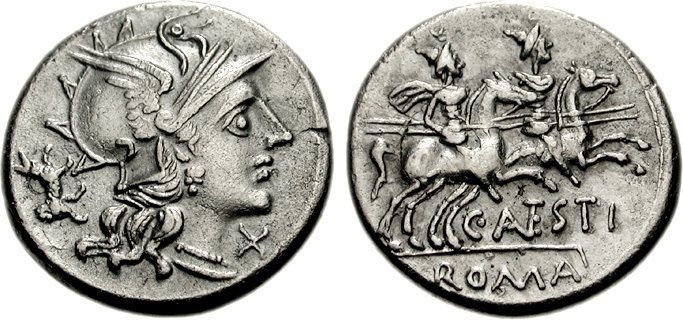
Moneda

La gens Antistia, a veces escrito Antestia, fue originalmente una familia patricia de Gabii. En el periodo Republicano, la gens se convirtió en una familia de plebeyos de la Antigua Roma, y algunas ramas fueron más tarde admitidas al patriciado romano durante las primeras décadas del Imperio.

## Praenomina
Las familias más antiguas de los Antistii utilizaron los praenomina Sextus, Lucius, y Marcus. En la República más tardía, miembros de la gens también utilizaron Publius, Titus, Gaius, y Quintus. Los Antistii Veteres utilizaron principalmente Gaius y Lucius.

## Ramas y cognomina
En las edades más tempranas de la República, ninguno de los miembros de la gens aparece con cognomen o apellido, e incluso en tiempos más tardíos son a veces mencionados sin él. Los apellidos bajo la República son Labeo, Reginus, y Vetus. El último fue el de la mayor familia de los Antistii, y ostentó varios consulados desde el tiempo de Augusto hasta Antonino Pío.